# Франко, Даниеле
Даниеле Франко (итал. Daniele Franco; род. 7 июня 1953, Трикьяна) — итальянский финансист и политик, министр экономики и финансов (2021—2022).

## Биография
Родился 7 июня 1953 года в Трикьяне, в 1977 году окончил Падуанский университет, где изучал политологию, а позднее получил там же степень по организации бизнеса и продолжил образование в Йоркском университете. С 1994 по 1997 год работал экономическим консультантом в Главном управлении по экономическим и финансовым вопросам Европейской комиссии. В 1997 году пришёл в Банк Италии, где до 2007 года занимал должность директора Управления государственных финансов в Исследовательской службе, затем до 2011 года возглавлял Исследовательскую службу финансовой и экономической структуры. С 2011 по 2013 год возглавлял Сектор экономический исследований и международных связей. С 20 мая 2013 по 19 мая 2019 года руководил Генеральным отделом государственных финансов Министерства экономики и финансов, затем до 31 декабря 2019 года являлся заместителем генерального директора Банка Италии. С 1 января 2020 года — генеральный директор Банка Италии (вторая по значимости должность после председателя Банка).
13 февраля 2021 года получил портфель министра экономики и финансов при формировании правительства Драги.
22 октября 2022 года было сформировано правительство Мелони, в котором Франко не получил никакого назначения.